# Loi de Reed
La loi de Reed est une affirmation théorique et empirique concernant l’Internet énoncée par  David Reed (en) en 1999, qui part du principe que la loi de Metcalfe minimise la valeur des connexions ajoutées .
En effet, un membre est relié au réseau entier comme à un tout, mais également à beaucoup de sous-ensembles significatifs du tout. Ces sous-ensembles ajoutent de la valeur à l’individu comme au réseau lui-même. En incluant des sous-ensembles dans le calcul de la valeur du réseau, la valeur augmente plus rapidement qu’en ne prenant en compte que les nœuds.
Cette loi est particulièrement adaptée aux réseaux où individus, communautés et groupes plus ou moins formels sont considérés. Elle permet de rendre compte du web 2.0 et plus particulièrement dans sa dynamique sociale et/ou participative. Wikipedia peut être considéré dans sa valeur globale, dans une certaine mesure impliquant la loi de Reed.[réf. nécessaire]